# Torcuato de Alvear
Pour les articles homonymes, voir Alvear.
Torcuato de Alvear est un homme politique argentin né le 21 avril 1822 à Montevideo (Uruguay) et mort le 8 décembre 1890 à Buenos Aires. Il est le premier maire de la ville de Buenos Aires de 1883 à 1887, après avoir occupé le poste de président de la commission municipale de la même ville.
Il est le fils du militaire et homme d'État Carlos María de Alvear et le père de Marcelo Torcuato de Alvear, président de la Nation de 1922 à 1928.
Pendant son mandat d'intendant, Torcuato de Alvear lança d'importants travaux, dont la construction de l'emblématique avenida de Mayo.